# Sperkelbach
Der Sperkelbach oder auch Spörkelbach ist ein linker Zufluss der Lohr im Main-Kinzig-Kreis im hessischen Spessart.

## Einzelnachweise

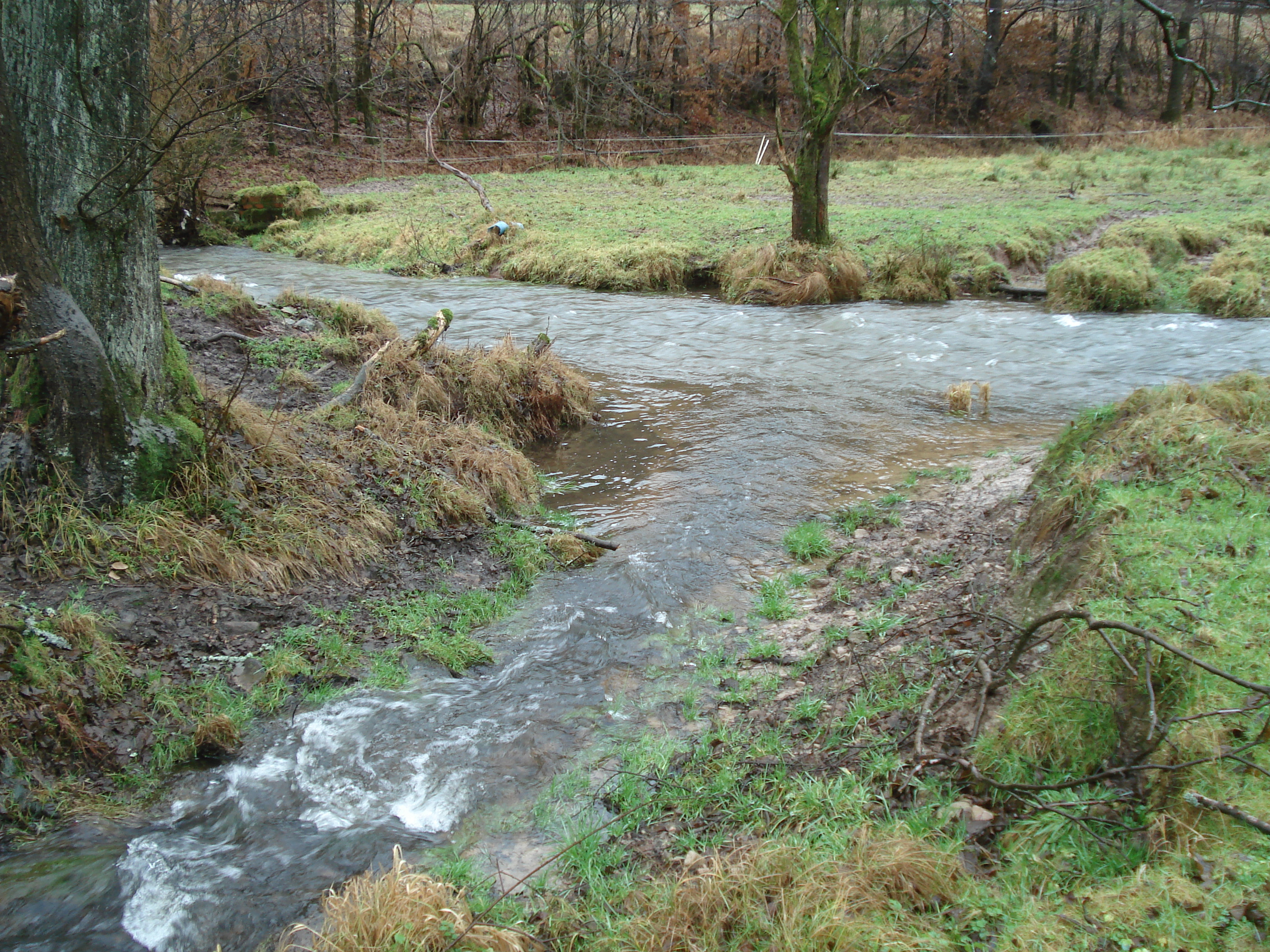
Der Sperkelbach (vorne) mündet in die Lohr

## Verlauf
Der Sperkelbach entspringt in einem Tal nördlich des Haurains am Fuße des Grenzkopfes (535 m). Er fließt in westliche Richtung, vorbei an der Lohrhauptener Ziegelhütte und mündet an der B 276 als erster Zufluss in die Lohr.